# گوستاف ماتسون
گوستاف ماتسون (انگلیسی: Gustaf Mattsson؛ ۸ سپتامبر ۱۸۹۳ – ۱۵ ژانویه ۱۹۷۷ (aged 83)) ورزشکار دو و میدانی اهل سوئد بود.
وی در مسابقات کشوری و بین‌المللی در مجموع برندهٔ ۱ مدال برنز شده‌است.